# Manuel Jeldes
José Manuel Segundo Jeldes Orozco (Quilpué, 14 de agosto de 1894-Viña del Mar, 9 de mayo de 1949) fue un futbolista chileno que se desempeñaba como extremo izquierdo.
Figura de Santiago Wanderers en los años 1910, fue internacional con la selección chilena, y participó en los Campeonatos Sudamericanos de 1916 y 1917.

## Trayectoria
Nació en Quilpué, hijo de Griselda Orozco y Manuel Jeldes Valdivia, fundador del Quilpue F. C. en 1902. En este club fue donde comenzó a practicar fútbol. En mayo de 1911 llegó a Santiago Wanderers de la Liga Valparaíso, en conjunto con otros tres jugadores quilpueínos. Pronto destacó en el equipo wanderino, y fue seleccionado por la ciudad para disputar los clásicos encuentros contra Santiago, y para los lances de «Chile» versus «Mundo».
Junto con el portero Roy Lester y el delantero Mario Barbagelata, llevó a Santiago Wanderers a conquistar diversos campeonatos en los años 1910. Era habitual escuchar desde la multitud que concurría a los encuentros el grito de «¡Yaa Jeldes!» para animar al jugador a realizar una diagonal o enviar un tiro al arco.
Anunció el retiro de su carrera en 1921. En los años 1930 estuvo ligado a varios clubes de la zona de Quilpué y fue voluntario del cuerpo de bomberos de la misma localidad. Luego de contraer una enfermedad, falleció en el Hospital de Viña del Mar en 1949.

## Selección nacional
Manuel Jeldes debutó en el primer Campeonato Sudamericano en 1916 de Buenos Aires en la derrota inicial contra Uruguay. El delantero también estuvo en los otros dos partidos del torneo, que terminó con la selección chilena última con un punto.
En el Campeonato Sudamericano 1917 de Montevideo, Jeldes solo jugó contra Uruguay. El partido terminó en una derrota por 0-4, y al final del torneo el equipo chileno no consiguió ningún punto y volvió a quedar en última posición. A los pocos días del campeonato, el atacante disputó su último partido internacional en el empate 1-1 contra Argentina en un amistoso. En total, Jeldes participó en cinco encuentros con Chile.

### Participaciones en el Campeonato Sudamericano
| Torneo                       | Sede      | Resultado    | Partidos | Goles |
| ---------------------------- | --------- | ------------ | -------- | ----- |
| Campeonato Sudamericano 1916 | Argentina | Cuarto lugar | 3        | 0     |
| Campeonato Sudamericano 1917 | Uruguay   | Cuarto lugar | 1        | 0     |
| Total                        | Total     | Total        | 4        | 0     |

## Clubes
| Club               | País  | Año       |
| ------------------ | ----- | --------- |
| Santiago Wanderers | Chile | 1911-1921 |

## Palmarés

### Campeonatos locales
| Título          | Club               | País  | Año  |
| --------------- | ------------------ | ----- | ---- |
| Liga Valparaíso | Santiago Wanderers | Chile | 1913 |
| Copa Sporting   | Santiago Wanderers | Chile | 1913 |
| Liga Valparaíso | Santiago Wanderers | Chile | 1915 |
| Copa Sporting   | Santiago Wanderers | Chile | 1915 |
| Copa Sporting   | Santiago Wanderers | Chile | 1916 |
| Liga Valparaíso | Santiago Wanderers | Chile | 1917 |
| Liga Valparaíso | Santiago Wanderers | Chile | 1919 |
| Liga Valparaíso | Santiago Wanderers | Chile | 1921 |